# La fortuna di essere donna
La fortuna di essere donna is een Italiaanse film van Alessandro Blasetti die werd uitgebracht in 1956.

## Verhaal
De gewiekste fotograaf Corrado Betti neemt een foto van een jonge vrouw zonder dat die er erg in heeft. Ze was net haar rok aan het opheffen om haar kousen te fatsoeneren. Die jonge vrouw heet Antonietta Fallari, een bloedmooi verkoopstertje.
Die foto prijkt weldra op de frontpagina van een populair tijdschrift dat in alle krantenkiosken goed zichtbaar wordt opgehangen. Antonietta, en vooral haar saaie verloofde, de advocaat Federico, gaan woedend en belust op schadevergoeding op zoek naar Corrado Betti. Die werkt als mode- en glamourfotograaf en blijkt relaties te hebben in de betere kringen en in het mondaine mode- en filmwereldje.
Antonietta beseft vlug dat Corrado veel meer voor haar kan betekenen dan een financiële vergoeding. Ze droomt al van jongs af van een carrière als mannequin of filmvedette. Ze breekt met Federico. 
Aanvankelijk probeert Corrado Antonietta kwijt te spelen, maar zij geeft niet af. Zo slaagt ze erin zich door hem in uitdagende badpak poses te laten fotograferen. Corrado brengt haar in contact met Gregorio Sennetti, een oudere verpauperde graaf die nog steeds veel connecties heeft en werkt als agent en manager. Geleidelijk metamorfoseert Sennetti Antonietta in een zelfzekere verschijning met sterallures. 
Ondertussen heeft Corrado al een avontuurtje beleefd met Antonietta, voor hem is het blijkbaar niet meer dan de zoveelste verovering. Antonietta neemt haar gevoelens ernstiger, maar toont dit niet graag. Trots als ze is, neemt ze wraak op Corrado door hem te negeren wanneer ze zich meer en meer in het mode- en filmwereldje op haar gemak begint te voelen. Ze zegt hem ook dat ze van plan is te trouwen met Sennetti.

## Rolverdeling
| Acteur               | Personage                             |
| -------------------- | ------------------------------------- |
| Sophia Loren         | Antonietta Fallari                    |
| Marcello Mastroianni | Corrado Betti                         |
| Charles Boyer        | graaf Gregorio Senetti                |
| Titina De Filippo    | de moeder van Antonietta              |
| Elisa Cegani         | Elena Sennetti, de vrouw van de graaf |
| Nino Besozzi         | Paolo Magnano                         |
| Margherita Bagni     | Mirella Fontanisi                     |